# Muzeul de Istorie și Etnografie din Ivankiv
Muzeul de Istorie și Etnografie din Ivankiv (în ucraineană Іванківський історико-краєзнавчий музей – „Ivankivskîi istorîko-kraieznavciîi muzei”) a fost un muzeu amplasat în centrul localității Ivankiv din regiunea Kiev, care a găzduit colecții de obiecte legate de istoria, cultura și personalitățile fostului raion Ivankiv. La 27 februarie 2022, muzeul a fost cuprins de flăcări în timpul bătăliei de la Ivankiv, parte a invaziei ruse a Ucrainei, și a fost în cele din urmă distrus.

## Descriere
Muzeul a fost inaugurat la 21 februarie 1981. A fost amenajat în incinta unui fost conac reconstruit în epoca sovietică. În această zonă în secolele X-XIII a fost amplasată o așezare antică.
Colecția muzeului număra 410 exponate, în expoziții pe diferite teme: „Fauna și flora raionului”, „Perioada antebelică”, „Al Doilea Război Mondial”, „Dezastrul de la Cernobîl”, „Ivankiv azi”. O altă expoziție conținea portrete și picturi. Cea mai populară colecție a muzeului a fost colecția de lucrări ale artistei populare ucrainene din genul artei naive Mariia Prîmacenko (1908-1997), laureată a Premiului Național al Ucrainei „Taras Șevcenko”.
Muzeul a găzduit de asemenea evenimente culturale, precum întâlniri cu personalități celebre, lecții de muzeu, cursuri de literatură, conferințe istorice și etnografice.
În 2016-2018, interiorul muzeului a fost renovat, iar expoziția a fost reconstruită pe baza colecției, extinsă semnificativ de la înființarea muzeului.

## Distrugere
La 27 februarie 2022, muzeul a ars în timpul bătăliei de la Ivankiv, parte a invaziei Rusiei în Ucraina și, conform informațiilor preliminare, au fost distruse peste douăzeci de lucrări ale artistei Mariia Prîmacenko. Vlada Lîtovcenko, directoarea Rezervației istorico-culturale Vîșhorod, a numit acest fapt o „pierdere irecuperabilă”. Presa a scris, ulterior, că locuitorii din Ivankiv au reușit să salveze opera lui Prîmacenko din incendiu.
Ca reacție, ministrul Culturii și Politicii Informaționale al Ucrainei⁠(d) Oleksandr Tkacenko⁠(d) a cerut ca Rusia să fie exclusă din UNESCO. La 28 februarie, Comitetul Național din SUA al Consiliului Internațional al Muzeelor⁠(d) a emis o declarație prin care condamna „distrugerea deliberată (prin incendiu)” a muzeului, care „subliniază impactul tangibil și ireversibil al acestui război imoral și neprovocat”.